# Université technique d'Ostrava
L’université technique d’Ostrava (en tchèque : Vysoká škola báňská – Technická univerzita Ostrava, abrégé en : VŠB – TU Ostrava ou même parfois VŠB-TUO), a vu le jour en tant qu’École des mines en 1716. Reconnue établissement d'enseignement supérieur en 1849, elle est aujourd'hui l'une des principales écoles d'ingénieur de la République tchèque, en particulier dans les spécialités des mines, de la métallurgie, de l'écologie et des nanotechnologies.

## Histoire
L'histoire de ce que l’on appelle aujourd'hui l’université technique d’Ostrava remonte au développement des mines, qui est la plus ancienne forme d'industrie de l’Autriche-Hongrie.

### Les débuts de l'École des mines (1716–1772)
Les filons d’argent découverts à Joachimsthal avaient donné naissance au XVIe siècle à une petite ville montagnarde très prospère, mais les déplacements de population consécutifs à la guerre de Trente Ans se traduisirent par une pénurie de main-d’œuvre qualifiée. C’est pour remédier à cette situation préoccupante que l’empereur Charles VI décida la fondation et la dotation d’une École des mines. L'établissement ouvrit ses portes en 1716. L'expansion des mines et de la métallurgie dans le pays, conjuguée à la centralisation croissante de l'état monarchique autrichien ne firent que profiter à l'école et en quelques décennies, l'industrie retrouva les compétences utiles à son développement. Ces progrès conduisirent finalement à l'émergence d'un enseignement très spécialisé, que l'université de Prague reconnut officiellement en 1763 : c'est ainsi que les bases universitaires du génie minier virent le jour en Bohême.
Mais les cours théoriques et scientifiques, jusque-là étroitement associés à la pratique de terrain, devinrent de plus en plus étrangers aux préoccupations de l'industrie minière. C'est pourquoi le directeur Johann Thaddäus Anton Peithner von Lichtenfels décida en 1772 de fermer les cours et de les rouvrir dans une École des mines nouvellement recréée à Schemnitz (en Slovaquie, alors en Hongrie). Ce fut pour les 77 années à venir la fin des cours de génie minier en Bohême.

### L'École des mines jusqu'à l'occupation nazie (1849–1939)
Avec la Révolution industrielle et le développement simultané de l'industrie minière et métallurgique, on décida d'ouvrir une nouvelle école technique à Příbram. Le fait qu'il aura fallu pas moins de 19 années pour en décider la construction, montre à quel point il fut difficile pour les autorités de rassembler un personnel enseignant qualifié dans les spécialités recherchées. Finalement, l'agitation révolutionnaire et les revendications nationalistes, au début de 1848, précipitèrent la décision, dans la mesure où les étudiants de Bohême et plus généralement les non-hongrois étaient devenus indésirables à l’École des Mines de Schemnitz. Ainsi l’empereur François-Joseph ordonna-t-il en 1849 l'institution d'une école professionnelle des mines à Příbram, destinée aux ressortissants des provinces du nord de l'Empire, et d'une seconde école à Leoben pour les étudiants du sud.
Le choix de l'implantation se porta sur Příbram parce qu'il y avait là une grande concentration de puits miniers, aux équipements modernes, et parce que les fourneaux de fonte voisins permettaient de former les étudiants et de les familiariser à la pratique de la métallurgie. En outre, ces industries représentaient autant de débouchés pour les diplômés. Pourtant l'école de Příbram dut s'imposer dans un contexte difficile, car bien que dans la seconde moitié du XIXe siècle, la production industrielle en Bohême fût quatre fois supérieure à celle des bassins méridionaux, elle demeura moins favorisée des autorités que celle de Leoben.
Mais au fil des décennies, le manque de cadres et de contremaîtres expérimentés se traduisait par un nombre croissant d'accidents tragiques au fond des mines : ainsi en 1892, 320 mineurs perdirent la vie. Poussés par cette dégradation et par la demande pressante des exploitants, les autorités durent revoir à la hausse le financement de l'école professionnelle de Příbram. D'ailleurs l'effectif stable de ses étudiants lui valut enfin en 1904 le statut d’école des mines.
Jusqu'au début de la Grande guerre, on débattit à plusieurs reprises du transfert de cet établissement, tantôt à Prague (comme le demandaient les professeurs tchèques), tantôt à Vienne (préférence des professeurs germanophones). C'est l'indépendance de Tchécoslovaquie, en  1918, qui mit un terme aux tergiversations. Pourtant la pression en faveur d'un transfert à Prague gardait toute sa vigueur, contre l'avis des ingénieurs et des industriels. Les arguments en faveur du transfert étaient le niveau de vie supérieur, de meilleures perspectives pour le développement et l'équipement de l'école, et enfin la perspective de davantage de contacts avec l'international. Sur tous ce plans, disaient les partisans du transfert, l'école était défavorisée par rapport aux écoles techniques de Prague et de Brno.
Toutes ces querelles n'empêchaient pas l'effectif de grimper régulièrement à Příbram, jusqu'à dépasser les 500 étudiants. Par leurs travaux, élèves et professeurs commençaient à être reconnus un peu partout en Europe. Plusieurs de ces professeurs participèrent à la refondation de l'école à Ostrava et posèrent les bases de l'école Vysoká škola báňská. Les destructions de la Deuxième Guerre mondiale n'ont pas été sans affecter l'établissement, qui dut fermer définitivement ses portes en novembre 1939.

### Période communiste

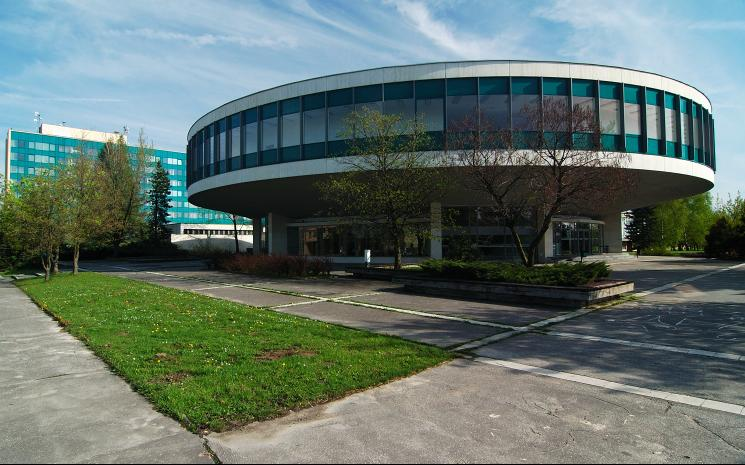
Grand amphithéâtre de l'université technique d'Ostrava

Le président de la République de Tchécoslovaquie, Edvard Beneš, publia le 8 septembre 1945 un décret (décret no 69), décidant de la fermeture de l'école de Příbram et du transfert de ses activités à Ostrava. Cette décision politique mettait un terme aux efforts ininterrompus des représentants de l'industrie minière de créer une grande école au milieu d'un bassin minier et industriel majeur ; mais ce fut aussi le début d'une nouvelle ère pour l’école des mines.
Après 1945, la région montagneuse d'Ostrava s'imposa comme la principale source de minerai de fer, et le premier centre sidérurgique et chimique pour les dérivés du charbon et du coke destinés à l'industrie de transformation. Avant la guerre, 88 % des besoins en charbon étaient extraits du bassin d'Ostrava. Ses mines de fer produisaient 50 % du minerai brut extrait dans le pays, ses hauts-fourneaux 40 % de la fonte, 40 % des réserves nationales et occupaient 38 % des ouvriers d'origine tchèque. L'industrie maintenait à un niveau élevé ses exigences en matière de qualification du personnel, lançant régulièrement des campagnes de recrutement d'agents qualifiés à travers le pays. Le développement à tous les niveaux des techniques industrielles se conjuguait à une compétition agressive pour stimuler l'essor de la production. Par le décret de nationalisation du 20 octobre 1945, toutes les entreprises de plus de 500 employées étaient nationalisées. Il s'ensuivit un bouleversement des rapports entre la direction et les employés. Au terme de la réforme, l'entreprise avait à charge de veiller au développement personnel des travailleurs, à la fois au plan qualitatif et quantitatif. Par là, la croissance des entreprises-clef du pays serait plus durable. C'est dans ce cadre que la grande école d'Ostrava trouva à s'épanouir. À Ostrava, plusieurs débats sur le fonctionnement de l'école débouchèrent sur la décision de former un grand campus universitaire.
En février 1948, le régime communiste, pour qui les habitants de la région d’Ostrava constituaient l'idéal ouvrier-prolétarien, prit d'importantes décisions pour assurer l'avenir de la ville et de ses habitants. Faire, selon leurs termes, de la région d’Ostrava la « Forge de l'Europe », passait par le développement de la métallurgie, des houillères, des cokeries et des centrales thermiques.
On attira donc d'innombrables familles dans la région d’Ostrava à grand renfort de propagande, promettant de meilleurs salaires. Au fil des années, la population d’Ostrava passa de 180 000 hab en 1947 à plus de 216 000 hab en 1950, 252 000 hab en 1960 et jusqu'à 330 000 hab (2004). Ostrava devint ainsi le cœur d'une conurbation industrielle de 1,3 million d’habitants. Environ 60 % des habitants en âge de travailler furent embauchés dans l'industrie. L'histoire de l'école se trouve donc être aussi un épisode de l'histoire de la ville et de sa région.
C'est finalement en 1964 que le gouvernement décida de démarrer la construction du grand campus universitaire d’Ostrava-Poruba. En août 1968, il accorda à l’école une liberté dans la conception des programmes, mais dès 1969, dans le cadre de la normalisation faisant suite au Printemps de Prague, l'influence du Parti communiste devint si pesante que certains professeurs, chercheurs et étudiants durent quitter l’établissement. D'autres furent interdits d'enseignement et même de publier leurs travaux scientifiques. Malgré tout, plusieurs professeurs tentaient de limiter l'intrusion des politiques au sein de l'école, et ils réussirent au point de parvenir à reformer un jury académique normal dès 1973. Des fonds furent investis pour introduire l'électrotechnique dans les programmes si bien qu'en 1977 la faculté de génie mécanique ouvrait un département dédié à cette discipline. La même année, on inaugura une faculté de sciences économiques avec de nouveaux professeurs. L'école avait tellement grandi qu'en 1980, elle comptait dix fois plus d'étudiants inscrits qu'en 1945, répartis dans 23 spécialités différentes. Mais si ses liens avec l'industrie tchèque avaient favorisé aussi bien la production que la recherche technique, les partenariats et les contacts internationaux se limitaient depuis longtemps aux seuls pays membres du COMECON.

### Depuis la disparition du Rideau de Fer
La Révolution de velours de 1989 et la disparition du Rideau de fer ont donné à l'établissement un nouvel élan. Il prend le titre d'université technique en 1995. En vue de son redéploiement, plusieurs innovations ont été décidées. À partir de ses fondamentaux historiques, « fer et charbon », elle s'est reconvertie en une université de technologie moderne. Depuis 1996, le football-club VSK de l’Université technique VŠB d’Ostrava s'est constitué en club de futsal de l’université. En 2001, l'université a fait évoluer la structure de ses programmes dans l'esprit du Processus de Bologne et introduit l’Échelle de notation ECTS. Des cours du soir et un nombre croissants d'offres de cours par correspondance sont offerts. L'enseignement est en principe dispensé en langue tchèque, bien qu'un nombre croissant de cours soient proposés en anglais.
Une pépinière d'entreprises pouvant accueillir jusqu'à 35 start-ups a été fondée en 2008, avec un centre de transfert de technologie. Côté recherche, le pôle d'excellence IT4Innovations, tourné vers les supercalculateurs, le calcul parallèle, la simulation du comportement des matériaux et la simulation en écologie, a été  inauguré simultanément.

## Facultés
- Faculté de géologie et du génie minier
- Faculté de métallurgie et de sciences des matériaux
- Faculté de génie mécanique
- Faculté d’électrotechnique et d’informatique
- Faculté de sciences économiques
- Faculté de génie civil
- Faculté de sécurité des produits et des infrastructures

Cursus interdisciplinaires : nanotechnologies, mécatronique.

## Coopérations internationales
Grâce à la disparition du Rideau de fer en 1989, l’établissement a pu nouer des relations avec de nombreux établissements étrangers. Parmi les plus célèbres, citons l’université technique de Vienne, l’université de technologie de Delft, l’université Carnegie-Mellon, l'Institut polytechnique des sciences avancées à Paris et l’université nationale Chiao Tung à Taïwan.
Des accords d'échange ont été conclus avec plusieurs universités allemandes, dont 
- Université technique Carolo-Wilhelmina de Brunswick
- Université technique de Dresde/ EIPOS
- Université de technologie de Clausthal
- Brandenburgische Technische Universität Cottbus
- École des mines de Freiberg
- Université de Cologne
- Université de Tübingen

L'université s'est également ouverte à différents programmes ERASMUS avec de nombreux pays comme la France, la Grèce, l'Espagne...